# Kirat Chuli
Kirat Chuli ili Šatorski vrh je planina na Himalaji. Nalazi se na granici između Nepala i Indije.

## Položaj
Vrh se nalazi na 7365 m/nm na krajnjem sjeveroistoku Nepala i sjeverozapadno od Sikkima.

## Povijest planinarenja
Prvi uspon na vrh izveli su Ernst Grob, Herbert Paidar i Ludwig Schmaderer 1939.

## Vanjske poveznice
|  | Zajednički poslužitelj ima još gradiva o temi Kirat Chuli |